# اس‌اس فرت
اس‌اس فرت (به انگلیسی: SS Ferret) یک کشتی بود که طول آن ۱۷۰٫۹ فوت (۵۲٫۱ متر) بود.